# 佩蒂·拉貝爾
派翠西亞·路易絲·霍爾特–愛德華滋（英語：Patricia Louise Holte-Edwards，1944年5月24日—），藝名佩蒂·拉貝爾（英語：Patti LaBelle），美國女歌手、詞曲作家、演員、企業家。佩蒂在1960年代以作為拉貝爾與藍色佳人合唱團（the Blue Belles）的主唱開始她的歌唱事業，1970年代該合唱團名稱改為“拉貝爾合唱團”（Labelle），之後發行了代表作〈Lady Marmalade〉，該合唱團還成為首位登上《滾石》雜誌封面的非裔美國人合唱團。1976年合唱團解散後，佩蒂以首張同名專輯中的歌曲〈You Are My Friend〉開啟了她的獨唱事業，之後因單曲〈If Only You Knew〉、〈New Attitude〉與〈Stir It Up〉的成功，佩蒂於1984年成為一名主流獨唱明星。
1986年，佩蒂發行了冠軍專輯《Winner in You》與冠軍對唱單曲〈On My Own〉，該單曲與歌手邁克爾·麥當勞合唱。1992年佩蒂因專輯《Burnin'》獲得葛萊美獎最佳節奏藍調女歌手獎，之後因現場專輯《Live! One Night Only》獲得第二座葛萊美獎。她於1990年代發行的專輯《Burnin'》、《Gems》與《Flame》幫助她維持在新一代年輕節奏藍調聽眾間的知名度。在2000年代發行了兩張個人專輯之後，2008年佩蒂重組了她的拉貝爾合唱團發行專輯《Back to Now》，並開始巡演宣傳。
演出方面，佩蒂在電影《A Soldier's Story》、電視節目《A Different World》與《American Horror Story: Freak Show》中的角色幫助她獲得更多成功。1992年，佩蒂出演她自己的電視情景喜劇《Out All Night》。十年後，佩蒂在TV One電視台主持她自己的時尚電視節目「Living It Up with Patti LaBelle」。2015年，佩蒂參加舞蹈比賽「Dancing with the Stars」。
為期超過五十年的事業，佩蒂在全球擁有超過五億的唱片銷量。她同時也是國際知名歌手瑪麗亞·凱莉的教母。佩蒂已經入主葛萊美名人堂、好萊塢星光大道、阿波羅劇院名人堂、創作人名人堂。2005年，世界音樂獎為她頒發傳奇獎，承認她在音樂行業的資歷。擁有女高音的歌喉，佩蒂名列《滾石》雜誌的「史上百大最偉大歌手」之一。佩蒂常被稱為「靈魂樂教母」（The Godmother of Soul）。

## 腳註
1. 1 2 3 4  . Biography.com.   [August 12, 2014]. （原始内容存档于2017-02-01）.
2. ↑  佩蒂·拉貝爾在互联网电影资料库（IMDb）上的資料（英文）
3. ↑  Tricker, Spencer. . Popmatters. July 22, 2008  [April 17, 2012]. （原始内容存档于2009-09-25）.
4. ↑  . Rolling Stone.   [2012-10-15]. （原始内容存档于2012-06-19）.
5. ↑  . Tmz.com.   [2014-07-29]. （原始内容存档于2017-08-18）.
6. ↑  . Parade. March 13, 2015  [September 8, 2015]. （原始内容存档于2017-08-03）.

## 外部連結
- 官方网站
- 佩蒂·拉貝爾在Allmusic上的頁面
- 佩蒂·拉貝爾在互联网电影资料库（IMDb）上的資料（英文）
- 互聯網百老匯資料庫（IBDB）上佩蒂·拉貝爾的資料（英文）